# Brasilsat–A1
A Brasilsat–A1 az első brazil műhold, polgári távközlési műhold.

## Küldetés
Feladata távközlési szolgáltatások biztosítása (adatátvitelt [vétel-adás] – telefon, telex, televízió) Brazília lefedettségével. Társműholdja az Arabsat–1A.

## Jellemzői
A Spar Aerospace Company (Kanada) gyártotta, az üzemeltető a Brazil Telebsat Ügynökség.
Megnevezései:
- Brasilsat A1;
- Brasilsat 1;
- SBTS-1 (Sistema Barasilero de Telecommunicacoes por Satelite);
- COSPAR: 1985-015B;
- Kódszáma: 15561.

1985. február 8-án a Kourou Űrközpontból, az ELA1 jelű indítóállványról egy Ariane–3 (V12) hordozórakétával állították közepes magasságú Föld körüli pályára. Az orbitális pályája 1446,6 perces, 5,9 fokos hajlásszögű, elliptikus pálya perigeuma 35 983 kilométer, az apogeuma 35 999 kilométer volt.
A műhold a kanadai HS 376 licenc alapján készült. Első  eleme a brazil nemzeti Sistema Barasilero de Telecommunicacoes por Satelite (SBTS) hálózatnak.
Forgás stabilizált űregység. Hengeres test, átmérője 2,16, hossza 2,74 méter, teljes tömege 982, műszerezettsége 671 kilogramm. Parabola (1,8 méter átmérő)- és körsugárzó antennáival, telemetriai egységével segítette szolgáltatásának végzését. 24 C -sávos transzponderrel, 6 pótalkatrésszel működött. Teljesítménye 600 telefonforgalom és 24 TV – program. Üzemanyaga hidrazin (311 kilogramm) , gázfúvókák közreműködésével segítette a stabilitást- és a pályaadatok tartását. Az űreszköz felületét napelemek borították (982 W), éjszakai (földárnyék) energia ellátását nikkel-kadmium akkumulátorok biztosították.